# Велика Долина (притока Черного Грону)
Велика Долина (словац. Veľká dolina) — річка; ліва притока Чєрного Грону, протікає в окрузі Брезно.
Довжина приблизно 7,5 км. Витік знаходиться в масиві Вепорські гори (геоморфологічна підодиниця Балоцькі гори; схил гори Гавашка) — на висоті приблизно 870 метрів.
Протікає територією села Черний Балоґ. Впадає в Чєрний Грон на висоті приблизно 530 метрів.